# Ctenochares rufithorax
Ctenochares rufithorax là một loài tò vò trong họ Ichneumonidae.